# 10.ª Divisão Panzer (Alemanha)
A 10ª Divisão Panzer (em alemão: 10. Panzer-Division) foi uma unidade militar blindada da Alemanha que esteve em serviço durante a Segunda Guerra Mundial.

## Comandantes
| Comandante                                    | Data                                           |
| --------------------------------------------- | ---------------------------------------------- |
| Generalmajor Georg Gawantka                   | 1 de maio de 1939 - 14 de julho de 1939        |
| Generalleutnant Ferdinand Schaal              | 16 de julho de 1939 - 4 de setembro de 1939    |
| Generalmajor Horst Stumpff                    | 5 de setembro de 1939 - 26 de setembro de 1939 |
| Generalleutnant Ferdinand Schaal              | 27 de setembro de 1939 - 2 de agosto de 1941   |
| Generalleutnant Wolfgang Fischer              | 2 de agosto de 1941 - 1 de fevereiro de 1943   |
| Generalleutnant Friedrich Freiherr von Broich | 1 de fevereiro de 1943 - 12 de maio de 1943    |

## Área de operações
| Alemanha                       | setembro de 1939 - maio de 1940   |
| França                         | maio de 1940 - fevereiro de 1941  |
| Alemanha                       | fevereiro de 1941 - junho de 1941 |
| Frente Oriental, setor central | junho de 1941 - maio de 1942      |
| França                         | maio de 1942 - dezembro de 1942   |
| Tunísia                        | dezembro de 1942 - maio de 1943   |